# Ancylocera bicolor
Ancylocera bicolor là một loài bọ cánh cứng trong họ Cerambycidae.